# Havasi János (újságíró)
Havasi János (Dombóvár, 1952. július 12. – 2024. május 7. vagy előtte) magyar jogász, újságíró.

## Életpályája
Jogi és újságírói tanulmányainak befejezése után 1976-ban Pécsett, az Universitas szerkesztőségében kezdte, 1978-tól a Dunántúli Napló kulturális rovatában folytatta hivatásos újságírói pályáját. 1983–85 között a Baranyai Alkotótelepek (villányi és siklósi nemzetközi szimpozionok) igazgatója, majd a Jelenkor c. irodalmi folyóirat olvasószerkesztője, 1987-től ismét a Dunántúli Napló újságírója. Több fővárosi lap (HVG, Új Tükör, Táncművészet, Ötlet stb.) baranyai tudósítója.
1989-ben kollégáival megalapította A Helyzet c. független hetilapot, amelynek 1991-ig főszerkesztője. Ezt követően másfél évig a Művelődési és Közoktatási Minisztérium sajtófőnöke volt.
1992–94-ben a Párizsi Magyar Intézet sajtókapcsolatokkal megbízott igazgatóhelyettese, az Új Magyarország és a Duna Televízió párizsi tudósítója.
1995–96-ban szabadúszó videó-újságíróként a Duna Televízió dél-dunántúli, horvátországi és boszniai tudósítója, majd 1997-től a Duna Televízió PR igazgatója.
1999-től 2010-ig a Magyar Televízió munkatársa, különböző beosztásokban (szerkesztőségvezető, regionális majd közéleti főszerkesztő).
2011-től 2015 szeptemberig az MTVA kabinetvezető-helyettese.
2015 októberétől a Párizsi Magyar Intézet igazgatója, a magyar nagykövetség kulturális tanácsosa.
2019. július 16-tól a Duna Médiaszolgáltató Nonprofit Zrt. rádiószolgáltatási igazgatója.
Hadisírkutatással is foglalkozott, e témában többször járt riport- és kutatóúton a Donnál, a Donyec-medencében, az Urálban,  Galíciában, Erdélyben, Lengyelországban, stb.

## Írásai
Több tucat riportfilm és tíz riportkönyv szerzője.

### Könyvei
- Miért nem dalol a kalapács? Tények, gondolatok, vélemények az ifjúmunkások zenei neveléséről (Zeneműkiadó, 1985)
- Kele, a "léleklátó" (magánkiadás 1985, Tettye Média Könyvek, 2013)
- Fényképeskönyv. Fejezetek a pécsi fotográfia történetéből (B.Horváth Csillával; Mecseki Fotóklub kiadása, 1987)
- IzotÓpFALU (Kossuth Kiadó, 1989)
- Az IFOR éve. Érdekfeszítő történetek lebilincselő stílusban (Alexandra, 1997)
- Az egyszemélyes stáb. Bevezetés a videóújságírásba (Dialóg Campus, 2008)
- Egy hangszer voltam az Isten kezében. Pécsi Géza pályaképe (Kulcs a muzsikához, 2011)
- Kele, a léleklátó; ford. Havasi Dezsőné, Dücső Csilla, utószó Király József, Havasi Bertalan; 2. bőv. kiad. szerzői, Pécs, 2012
- Lánykák, az idő eljárt. Regényes családtörténet, valódi szereplőkkel (utószó Havasi Dezső; Tettye Média Könyvek, 2013) – Édesanyja elmesélése és levelei, valamint saját helyszíni kutatásai alapján. A könyv alapján készült az Örök tél című történelmi filmdráma forgatókönyve.[4]
- Az egyszemélyes stáb. Gyakorlati tanácsok kezdő videó-újságíróknak; 2. bőv., jav. kiad.; Tettye Média Könyvek, Pécs, 2014
- Helyzet volt. Összegyűjtött írások a rendszerváltozás korából (Tettye Média Könyvek, 2015)
- Hadiösvényen (Tettye Média Könyvek, 2019)
- Ha azt mondom, Párizs... Kirándulásaim a diplomáciába (Tettye Média Könyvek, 2021)
- A szokás hatalma. Barangolás íratlan szabályaink világában (Tettye Média Könyvek, 2022)
- Kinek két hazát adott... Beszélgetések második világháborús lengyel menekültekkel (Tettye Média Könyvek, 2022)

### Televíziós műsorok szerkesztése (MTV)
- Aranyfüst (1999–2006)
- Átjáró (2006–2011)
- Sírjaik hol domborulnak? (2007–2011)

## Díjai, elismerései
- A Külhoni Magyar Újságíró Egyesületek Konvenciójának Sándorov Péter-díja (2009)
- A HM által adományozott „A Magyar Hadisírgondozásért” Kitüntető Cím I. osztálya (2010)
- Párizs város nagyérmének ezüst fokozata (2019)[5]
- A Magyar Érdemrend tisztikeresztje, polgári tagozat (2020)
- Herczeg Ferenc-díj (2021)
- Kaposszekcső díszpolgára (2021)